# Pleurotomaria subsulcata
Pleurotomaria subsulcata is een fossiele slakkensoort uit de familie van de Pleurotomariidae. De wetenschappelijke naam van de soort is voor het eerst geldig gepubliceerd in 1844 door Goldfuss.